# 阿蘇野川
阿蘇野川（あそのがわ）は、大分県由布市庄内町を流れる大分川水系の一級河川。

## 地理
九重連山東麓の黒岳（標高1,586m）に源を発する。黒岳の原生林は「黒岳水源の森」として水源の森百選に選ばれている。また、黒岳山腹にあり名水百選に選定された男池湧水群も本川の源流のひとつである。
黒岳や熊群山などの谷間を流れた阿蘇野川は、渓仙峡を経て、平地に出ると、小野屋大橋手前で本川の大分川に合流する。合流点付近には城ヶ原公園（城ヶ原オートキャンプ場）が設けられ、キャンプ場、天然温泉、河川プール、遊具を備えた芝生広場などが整備されている。
阿蘇野川には、上流から順に、阿蘇野川発電所（最大出力1,500kW）、野畑発電所（最大出力3,800kW）、柿原発電所（最大出力5,700kW。阿蘇野川から取水して、発電後、大分川本川に放水）の3つの発電所がある。

## 流域の自治体
大分県
由布市（旧庄内町）

## 流域の景勝地・観光地
- 男池湧水群（由布市庄内町）
- 名水の滝（由布市庄内町）
- 渓仙峡（由布市庄内町）
  - 不言の滝（由布市庄内町）
  - 夜見渡滝（由布市庄内町）
- 城ヶ原公園（由布市庄内町）